# Licopolia franciscana
Licopolia franciscana är en svampart som beskrevs av Sacc., Syd. & P. Syd. 1900. Licopolia franciscana ingår i släktet Licopolia, klassen Dothideomycetes, divisionen sporsäcksvampar och riket svampar.   Inga underarter finns listade i Catalogue of Life.